# فرانسوا ديليكور
فرانسوا ديليكور (بالفرنسية: François Delecour)‏ مواليد 30 أغسطس 1962، هو سائق راليات فرنسي بدأ مسيرته في سنة 1984. كان أول رالي له هو رالي مونت كارلو 1984. شارك في بطولة العالم للراليات. شارك في رالي التحدي عبر القارات. فاز بـ 4 سباقات رالي. صعد على المنصة 19 مرة خلال مسيرته.

## سجل الفوز
| الرقم | الحدث           | الموسم                          |
| ----- | --------------- | ------------------------------- |
| 1     | رالي البرتغال   | بطولة العالم للراليات موسم 1993 |
| 2     | رالي فرنسا      | بطولة العالم للراليات موسم 1993 |
| 3     | رالي كتالونيا   | بطولة العالم للراليات موسم 1993 |
| 4     | رالي مونت كارلو | بطولة العالم للراليات موسم 1994 |

## فرق مثلها
- شركة فورد
- بيجو
- ميتسوبيشي

## روابط خارجية
- فرانسوا ديليكور على موقع DriverDB.com (الإنجليزية)
- فرانسوا ديليكور على موقع Rallye-info.com (الإنجليزية)
- فرانسوا ديليكور على موقع eWRC-results.com (الإنجليزية)